# Liturgická památka
Liturgická památka nebo jen památka (latinsky memoria) je v liturgii římskokatolické církve liturgickým dnem nejnižšího stupně. 

## Charaktristika
Oslavuje většinou osoby a události, které nejsou zmiňovány v Bibli. Liturgické památky se dělí na závazné (latinsky memoria obligatoria), jimiž se uctívají světci významní pro celou církev a které se mají slavit, a nezávazné (nezávazná památka, latinsky memoria ad libitum), které se slavit nemusejí. Ve všeobecném římském kalendáři je celkem 69 závazných (z toho jedna pohyblivá) a 92 nezávazných památek.